# Airbus Defence & Space
Airbus Defence & Space är ett dotterbolag till Airbus Group, som bildades 1 januari 2014 när EADS koncerndivisioner Airbus Military, Astrium och Cassidian fusionerades med varandra och blev en ny koncerndivision inom Airbus Group. Denna division ska ta hand om tillverkning och underhåll för Airbus Groups militära produkter och rymdprodukter som bland annat Airbus A330 MRTT, Airbus A400M, Ariane 5, Automated transfer vehicle, Columbus (ISS) och Eurofighter Typhoon. Huvudkontoret ligger i München, Tyskland.

## Avdelningar
- Communication, Intelligence & Security Systems
- Equipment
- Military Aircraft
- Space Systems